# Thomas Hall (konstnär)
Thomas Hall född 23 april 1883 i Kyrkhult, Blekinge, död 1950 i Illinois, var en svensk-amerikansk målare. 
Hall kom till USA 1901 och inledde konststudier vid The Art Institute of Chicago. Som bildkonstnär har han målat porträtt och naturmotiv. Vid de årliga svensk-amerikanska konstutställningarna i Chicago prisbelöntes han ett flertal gånger. Han var medlem i Chicago Society of Artists. Hall har deltagit i den svensk-amerikanska konstutställningen i Göteborg och Malmö 1920 samt i Göteborg 1923.